# مرافق الإنزيم-أ
مرافق الإنزيم-أ (بالإنجليزية: Coenzyme A أو CoA أو CoASH أو HSCoA) هو مرافق إنزيمي مشهور بدوره البارز في تكوين وأكسدة الأحماض الدهنية وفي أكسدة البيروفات في دورة حمض الستريك.

## أسيتيل مرافق الإنزيم-أ

شكل 1: شكل بنية أسيتيل-كو-أ Acetyl-CoA

اسيتيل مرافق الإنزيم-أ  Acetyl-CoA أو Acetyl-Coenzym A  هو مستبدل نشط لحمض الخليك  (CH3CO-). وهو ينشأ في أجسام الكائنات الحية والإنسان خلال عمليات الأيض. الثلاثة عمليات أيض : أيض الدهون، وأيض البروتينات، وأيض الكربوهيدرات تنتج مرافق الإنزيم-أ كناتج وسطي.
ينتج أسيتيل مرافق الإنزيم-أ عند أكسدة الحمض الدهني، حيث ينتج من الحمض الدهني جزيئان  من Acetyl-CoA. فمثلا ينتج من تحلل أكسدة حمض البالمنتين المحوي على 16 ذرة كربون، ينتج 8 جزيئات أسيتيل مرافق الإنزيم-أ. هذه العملية تتم هي الأخرى في ماتركس المتقدرة. خلال تلك العملية تنتج طاقة تستغلها الخلية.

## بنيته
يتكون جزيء مرافق الإنزيم-أ Coenzym-A من عدة مركبات، منها: نيوكليوتيد أدينوسينديفسفات ADP وهو فيتامين ب5 وحمض أميني هو السيستين، وهم يرتبطون بعضهم البعض مع مكونات أخرى خلال العمليات الحيوية في الجسم.
بالتفصيل يتكون الكوإنزيم-أ من : 1- (3'-أدينوسين) ؛ 2- ديفوسفات ؛ 3- حمض بانتوئين؛ 4- β-Alanin ؛ 5- سيستيامين.
كما نعرض أجزاء بنية الكوإنزيم-أ لمن يرغب معرفته بالتفصيل في (الشكل 2)  أكثر وضوحا:

شكل 2: بنية مرافق الإنزيم-أ: 1: 3'-phosphoadenosine. 2: diphosphate, organophosphate anhydride. 3: pantoic acid. 4: β-alanine. 5: cysteamine.

## إنتاج الطاقة
مرافق الإنزيم-أ  هو واحد من خمسة أنزيمات مساعدة ضرورية في آلية تفاعل دورة حمض الستريك. يوجد منه في الجسم جزيئات  أسيتيل-كو-أ (أسيتيل-مرافق الإنزيم-أ )  وهذا الأسيتل هو المدخل الأساسي في دورة حمض الستريك ويتم الحصول عليه من الغذاء عند تحلل السكر (الكربوهيدلات)، واستقلاب الأحماض الأمينية، وأكسدة بيتا للأحماض الدهنية. هذه العمليات  هي  التحليل التقويضي الأساسي للجسم، وهي ضرورية في تفكيك  اللبنات الأساسية للخلية من الكربوهيدرات والأحماض الأمينية والدهون. كل تلك الثلاثة طرق في عملية الهضم تنتج مرافق الإنزيم-أ  (اختصارا: كو-أ)، الذي يستغل بعد ذلك على شكل أسيتيل-كو-أ لإنتاج الطاقة، عبر تفاعلات متعددة تتم في دورة حمض الستريك  في المتقدرات.
كما يوضح الشكل 3، من هضم الغذاء ينتج كو-أ ومنه ينتج أسيتيل-كو-أ الذي يدخل دورة حمض الستريك بغرض لأنتاج الطاقة للكائن الحي، ويحمل هذا الطاقة جزيئات  ATP.
خلال مسارات أخرى ينتج الجسم البروتينات، والإنزيمات، والجلوكوجين، و الدهون  التي تختزن في الجسم.

شكل 3: مخطط مبسط للمرحلة الأولى لفك البروتينات، والسكريات (الكربوهيدرات)، والدهون (ينتج Acetyl-CoA).

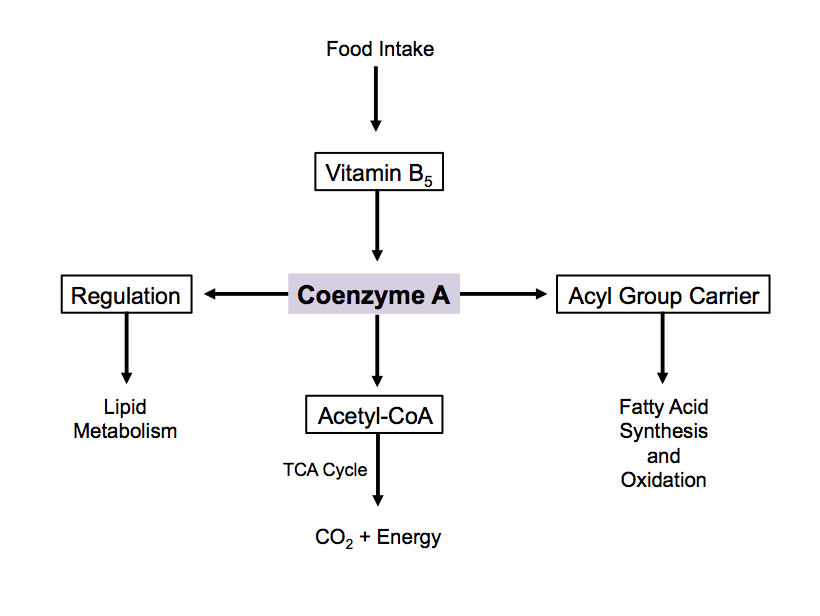
شكل 4: أحد مصادر مرافق الإنزيم-أ (كو-أ) واستخداماته في الخلية.

## تخليق الأحماض الدهنية
نظرًا لأن كو-أ ، من الناحية الكيميائية، هو ثيول، فإنه يمكن أن يتفاعل مع الأحماض الكربوكسيلية لتكوين ثيوإستر، وبالتالي يعمل كحامل لمجموعة أسيل، و يساعد في نقل الأحماض الدهنية من السيتوبلازم إلى الميتوكوندريا. يشار أيضًا إلى جزيء من كو-أ  يحمل مجموعة أسيل ويسمى  أسيل-كو-أ  (acyl-CoA). عندما لا يكون كو-أ مرتبطا بمجموعة أسيل، يُشار إليه عادةً باسم "CoASH" أو "HSCoA". تسهل هذه العملية إنتاج الأحماض الدهنية في الخلايا، والتي تعتبر ضرورية في بنية غشاء الخلية.
كو-أ  هو أيضًا مصدر مجموعة الفوسفوبانتيثين التي تمت إضافتها كمجموعة اصطناعية إلى البروتينات مثل بروتين حامل الأسيل.

## اقرأ أيضا
- أيض الحموض الدهنية
- أيض الكربوهيدرات
- سينثيز بيتا-كيتوأسيل-ACP
- تخليق الأحماض الدهنية